# Dalarö societetshus

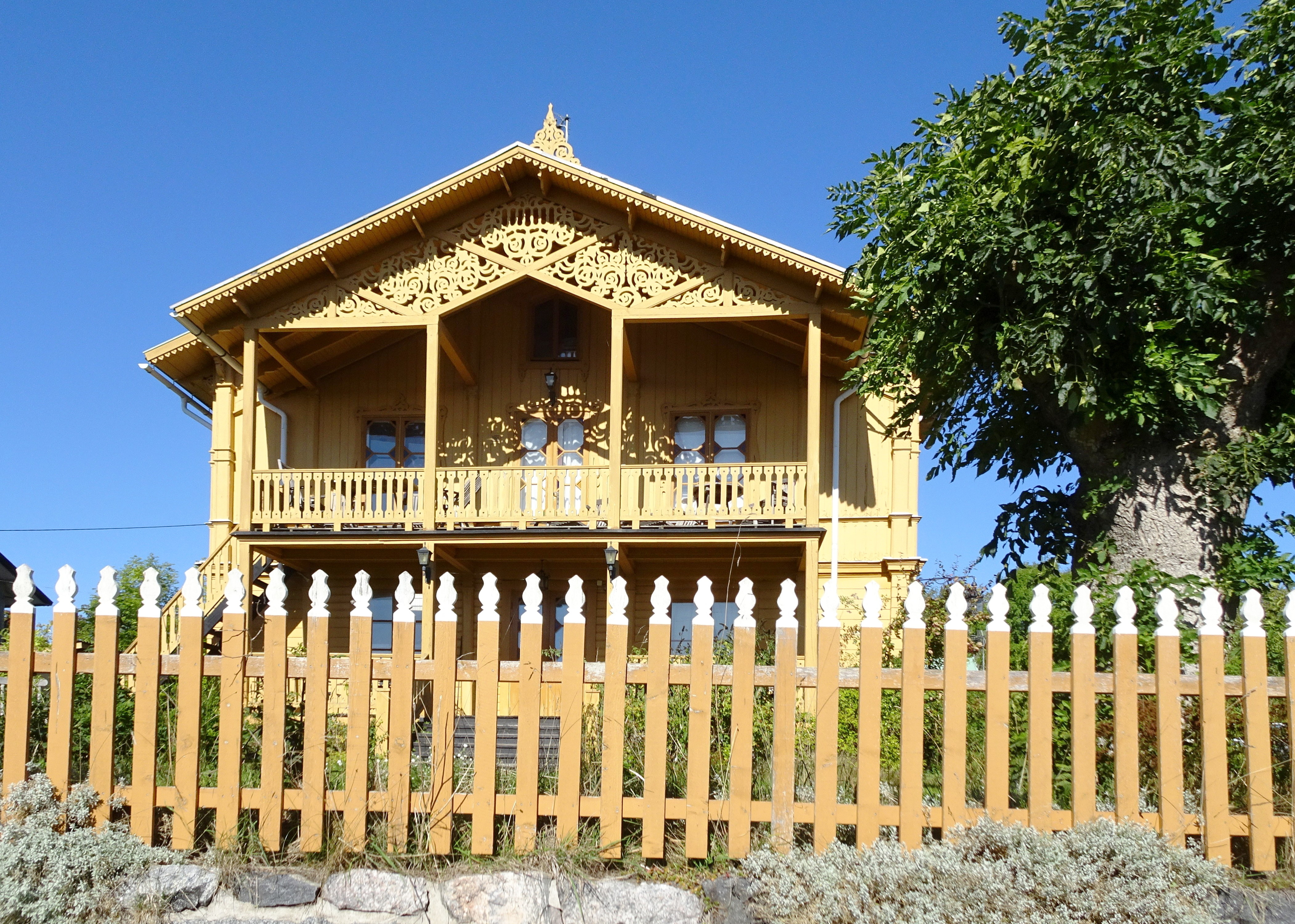
Verandan mot sjön, 2016.

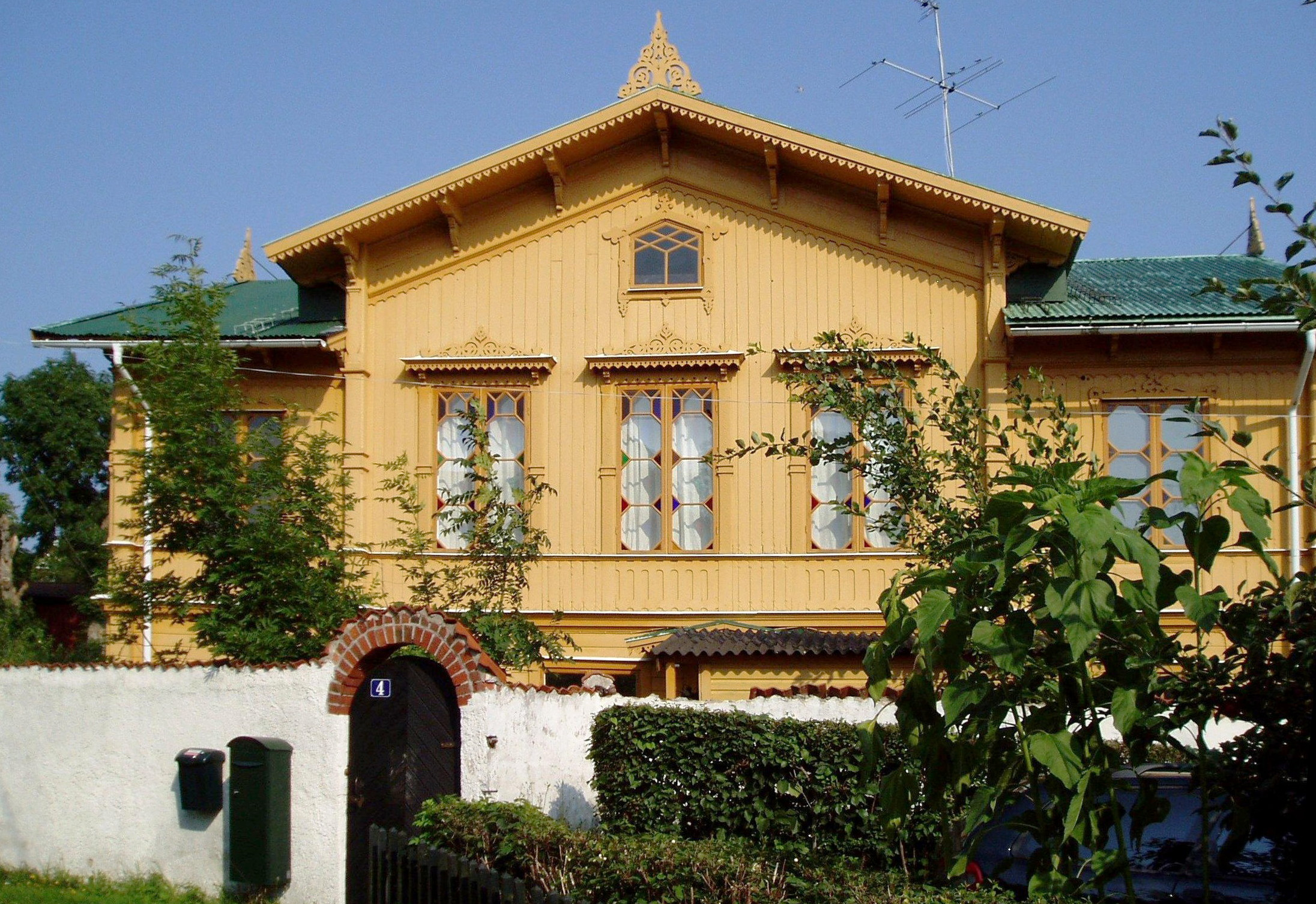
Fasad mot väster, 2011.

Dalarö societetshus är en byggnad och fd societetshus vid Övre Tegnérsvägen 4 i Dalarö, Haninge kommun, Stockholms län. Societetshuset användes från 1800-talets senare del till år 2002 av lokalsamhället för fester, sammankomster och andra gemensamma och privata tillställningar. Mot slutet användes det även för konferenser. Från 2002 är Societetshuset privatbostad. Dalarö societetshus är sedan 1981 ett lagskyddat byggnadsminne.

## Historik
På platsen fanns redan bebyggelse på 1740-talet och 1779 redovisades här bland annat en bagarstuga, två bodar, en vedbod, svinhus, ladugård, fähus samt kryddgård och trädgårdstäppa. På 1850-talet förvärvades fastigheten av den siste kommendanten på Dalarö skans, major Johan Ulrik Cedercrona. Efter dennes död 1855 sålde Cedercronas arvingar egendomen 1862 till källarmästare Adolf Lindgren och hans hustru Maria, som öppnade matservering och pensionat. Troligtvis fick huset då sitt nuvarande utseende.
Byggnaden kännetecknas av rik fasadarkitektur i schweizerstil och övervåningens stora festsal. Här finns fyra stora dubbeldörrar och en handmålad tapet från 1880-talet med papegojmönster. Huset är uppfört i timmer i två våningar. Verandan med omfattande lövsågerier rekonstruerades i början 1980-talet efter ett foto från 1909. Till societetshuset hör ett fristående annex från omkring 1860-70.